# HD-4

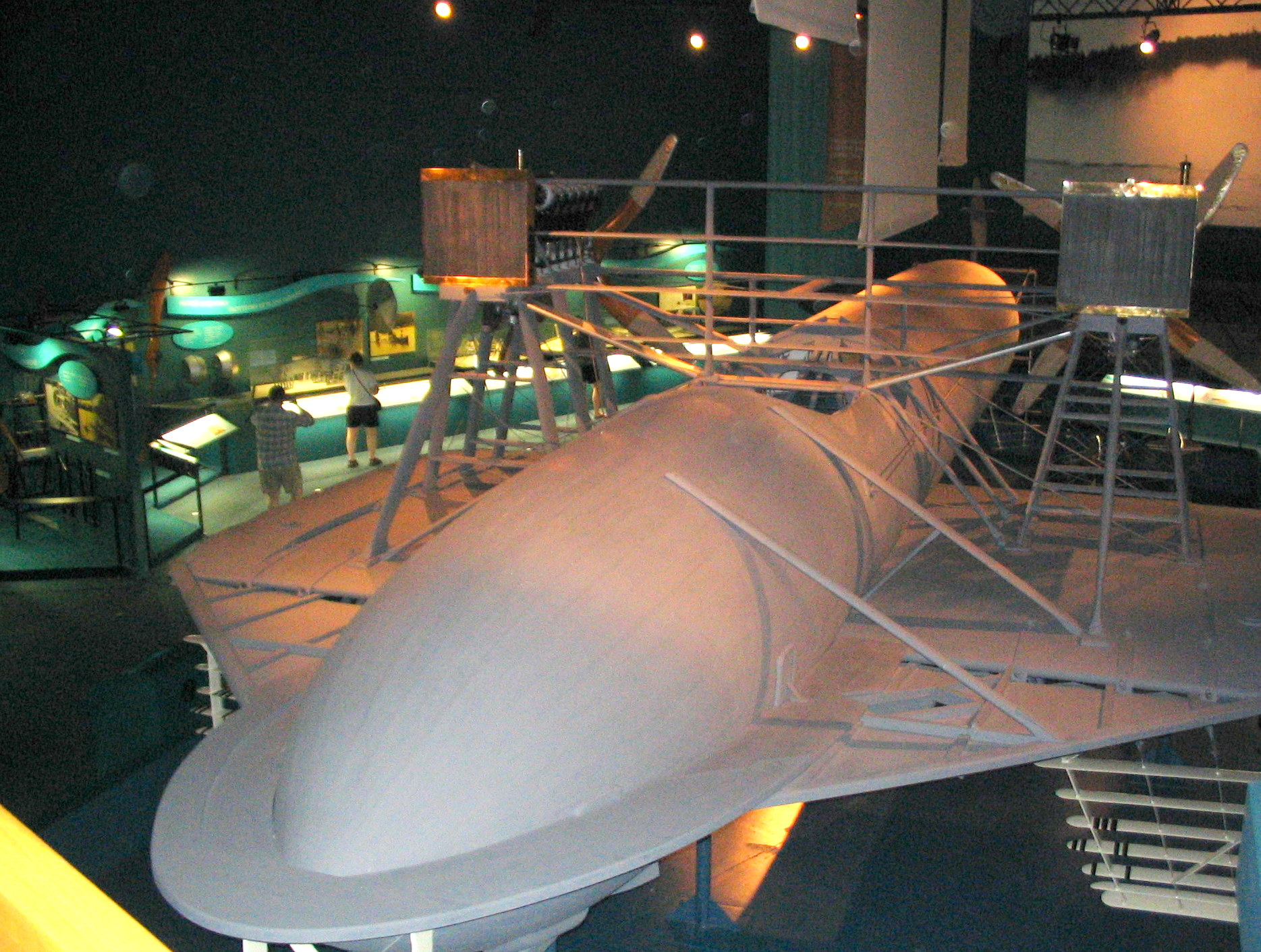
Réplique du HD-4 au lieu historique national Alexander-Graham-Bell de Baddeck

Le HD-4 ou Hydrodome number 4 est un des premiers hydroptères conçu par Alexander Graham Bell.
Construit au chantier naval de Bell sur son domaine de Beinn Bhreagh près de Baddeck en Nouvelle-Écosse, il établit en 1919 un record du monde de vitesse marine de 70,86 milles à l'heure (114,04 km/h).

## Histoire
William E. Meacham dans un article de mars 1906 dans Scientific American, explique le principe de base des hydroptères et des hydravions. Bell considère l'invention de l'hydravion comme une réalisation très importante. Frederick Walker Baldwin (en), ingénieur en chef de Bell, étudie les travaux de l'inventeur italien Enrico Forlanini et commence à tester des modèles basés sur ses conceptions. Sur la base des informations tirées de cet article, il esquisse des concepts de ce qu'on appelle aujourd'hui un hydroptère. Bell, avec Baldwin, commence des expériences d'hydroptère dès l'été 1908. Au cours de la tournée mondiale de Bell de 1910 à 1911, Bell et Baldwin rencontrent Forlanini en Italie et montent dans son hydroptère sur le lac Majeur. Baldwin le décrit alors comme étant aussi fluide que le vol.
De retour au chantier naval de Bell à Beinn Bhreagh, Belle et Baldwin expérimente un certain nombre de conceptions, aboutissant à l'HD-4. En 1913, Bell engage Walter Pinaud, un concepteur et constructeur de yachts à Sydney ainsi que le propriétaire de Pinaud's Yacht Yard à Westmount pour travailler sur les pontons du HD-4. Pinaud reprend le chantier de Bell à Beinn Bhreagh. L'expérience de Pinaud dans la construction navale lui permet d'apporter d'utiles modifications à la conception du HD-4. Après la Première Guerre mondiale, les travaux reprennent sur le HD-4. De l'US Navy, Bell obtient deux moteurs Liberty L-12 de 350 chevaux au frein (260 kW) en juillet 1919.
Le 9 septembre 1919, sur le lac Bras d'Or, le HD-4 établit un record du monde de vitesse marine de 70,86 milles à l'heure (114,04 km/h), qui durera près d'un an jusqu'à ce qu'il soit battu par Garfield Wood (en) avec Miss America.
Une réplique du HD-4 est exposée au lieu historique national Alexander-Graham-Bell à Baddeck.